# Julio Cano Lasso
Julio Cano Lasso (Madrid, 1920-Madrid, 1996) fue un arquitecto español.

## Biografía

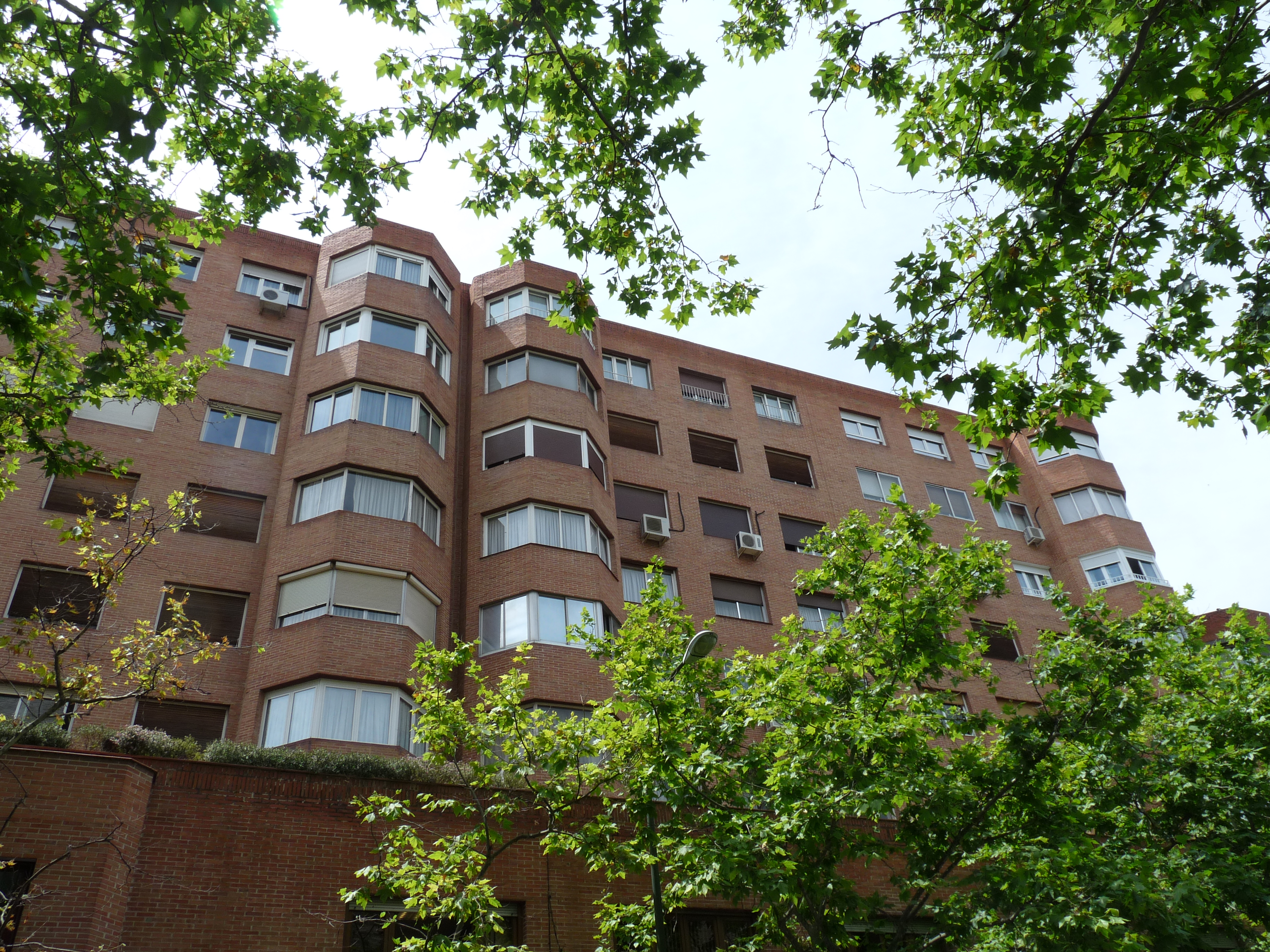
Bloque de viviendas de la calle Basílica, en Madrid.

Nacido en Madrid el 30 de octubre de 1920, finalizada la guerra civil española, en el año 1939, comenzó sus estudios de arquitectura, que acabó en 1949 y por los que consiguió el Premio Extraordinario de Fin de Carrera. En 1951 obtuvo el título de Técnico Urbanista, fecha a partir de la cual participó en numerosos concursos, además de trabajar en el Instituto Nacional de Industria y más tarde en la Dirección General de Urbanismo. Desde comienzos de la década de 1960 fue profesor de la Escuela de Arquitectura de Madrid, pero en 1970 dejó la enseñanza para dedicarse en exclusiva a sus proyectos arquitectónicos. En 1987 obtuvo el Premio Antonio Camuñas de Arquitectura y en 1991 la Medalla de Oro de la Arquitectura. Fue además miembro de la Real Academia de Bellas Artes de San Fernando, desde 1990. Estuvo casado con
María del Pilar Pintos Vázquez-Quirós y tuvo ocho hijos: Consuelo, Julio, Diego, Gonzalo, Paloma, Alfonso, María y Lucía, algunos de los cuales se dedicaron también a la arquitectura, trabajando en el mismo estudio que su padre. Falleció el 7 de diciembre de 1996 en Madrid y fue enterrado el día 9 en Torrelodones.

## Obra arquitectónica

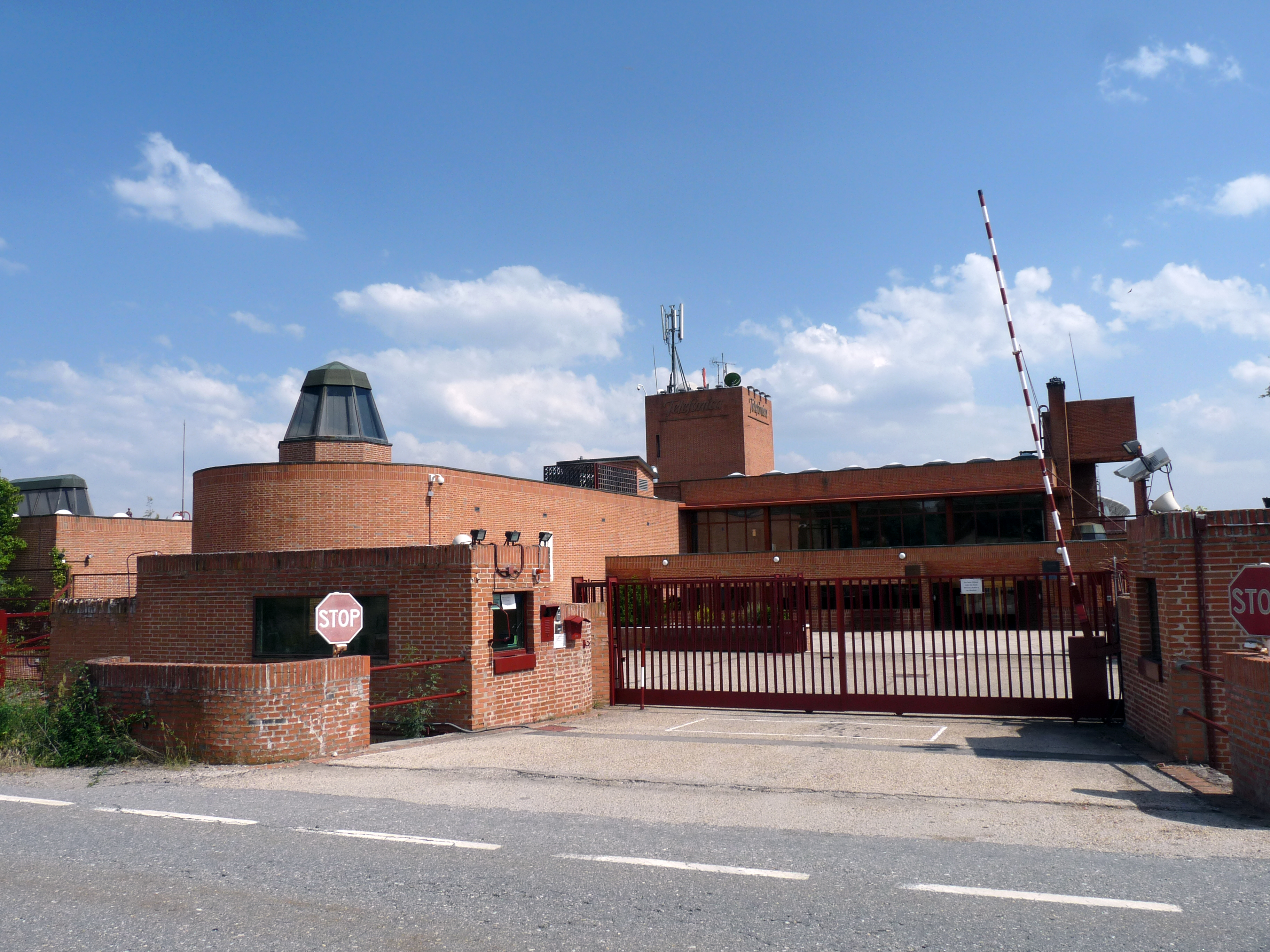
Estación de comunicaciones por satélite, en Buitrago del Lozoya.

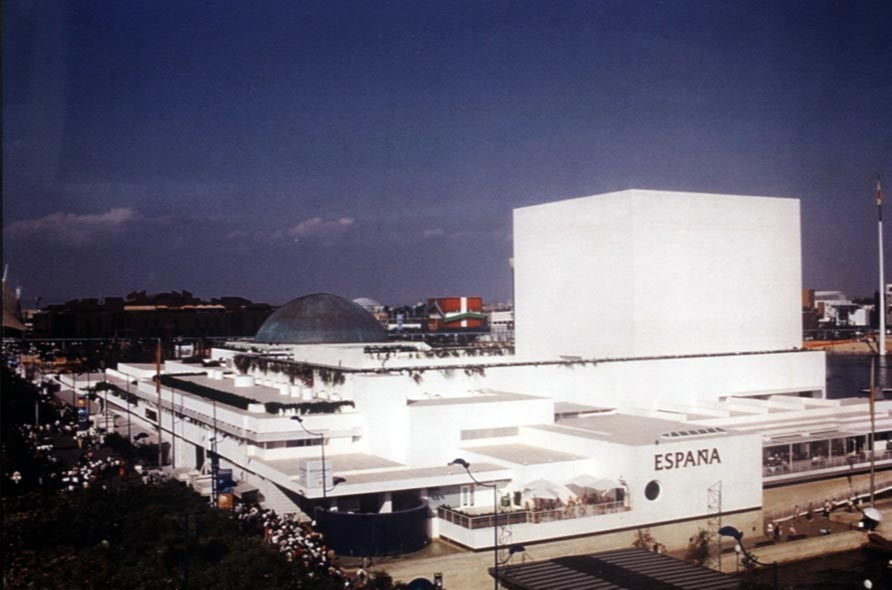
Pabellón de España de la Expo 92 de Sevilla.

Cano Lasso fue colaborador habitual de Telefónica, compañía para la que proyectó la central de comunicaciones por satélite de Buitrago del Lozoya (1966-1967) y las centrales telefónicas del barrio de la Concepción (1969-1972), Bellas Vistas (1966) y Torrejón de Ardoz (1969-1972), así como proyectos para el traslado de la sede de la empresa a un campus en el Monte de El Pardo, que nunca se llegaron a materializar. Fue autor del proyecto original del Pabellón de España de la Exposición Universal de Sevilla de 1992, pero abandonó el puesto por diferencias con la organización, siendo sustituido por el arquitecto Juan Herrero; se respetaron los elementos más característicos de su propuesta, pero la distribución interior se vería alterada.
Dedicó parte de su obra a la vivienda social, en esta línea colaboró en proyectos como la construcción de la Parcela G del Gran San Blas a finales de los 50 o la construcción de viviendas sociales en Badajoz. También proyectó el bloque de viviendas de la calle Basílica, en Madrid, construidas entre 1966 y 1974. Cano Lasso participó en la construcción de la facultad de Farmacia de la Universidad de Salamanca —cuyo proyecto definitivo fue presentado en 1980— y de las universidades laborales de Almería, Orense y Albacete (junto a Ramón Campomanes).
Su obra ha sido destacada por su austeridad y su pertenencia a una corriente racionalista en la arquitectura española. El propio Cano Lasso afirmó haberse sentido influido por la arquitectura característica del fascismo italiano, así como por Willem Marinus Dudok. Fue descrito por Álvaro Siza —en una breve nota en ABC tras la muerte de Cano Lasso— como el «arquitecto del rigor». Rafael Moneo destacó la «integración discreta» de las obras de Cano Lasso en el paisaje, además de su carácter «racional» y «escueto».